# 36. Филмски сусрети у Нишу
36. Филмски сусрети одржани су од 25. августа до 29. августа 2001. године.
Фестивал је отворио Драган Николић.

## Жири
| Састав жирија      |                     |                 |
| председница жирија | Ева Рас             | Ева Рас         |
| чланови жирија     | Стеван Гардиновачки | Небојша Дугалић |

## Програм
| Дан                                               | Програм |
| ------------------------------------------------- | ------- |
| 25. август                                        |         |
| Свечано отварање                                  |         |
| Рат уживо (Дарко Бајић)                           |         |
| 26. август                                        |         |
| Нормални људи (Олег Новковић)                     |         |
| Омнибус - осам кратких филмова                    |         |
| 27. август                                        |         |
| Наташа (Љубиша Самарџић)                          |         |
| Земља истине, љубави и слободе (Милутин Петровић) |         |
| 28. август                                        |         |
| Механизам (Ђорђе Милосављевић)                    |         |
| Свечана додела награде „Павле Вуисић“             |         |
| Виртуелна стварност (Ратиборка Ћерамилац)         |         |
| 29. август                                        |         |
| Свечана додела награда                            |         |
| Ничија земља гостујући филм ван конкуренције      |         |
| Затварање фестивала                               |         |

## Награде
| Награда                                  | Добитник/Добитница | Улога        | Филм                  |
| ---------------------------------------- | ------------------ | ------------ | --------------------- |
| Гран при Наиса                           | Драган Бјелогрлић  | Сергеј       | Рат уживо             |
| Награда Царица Теодора                   | Љубинка Кларић     | Мира         | Нормални људи         |
| Награда Цар Константин                   | Никола Ђуричко     | Стева        | Нормални људи         |
| Повеља за најбољу женску улогу           | Радмила Живковић   | Јелена       | Виртуелна стварност   |
| Повеља за најбољу мушку улогу            | Борис Миливојевић  | Џени         | Наташа                |
| Награда за најбољу епизодну женску улогу | Милена Дравић      | Томина тетка | Нормални људи         |
| Награда за најбољу епизодну мушку улогу  | Владан Дујовић     | Дуја         | Нормални људи         |
| Награда за најбољег дебитанта            | Милош Влакулин     |              | Омнибус - Црни у души |

- Најбољи натуршчик је Тијана Кондић из филма Наташа.[1]

- Награда Павле Вуисић припала је глумцу Александру Берчеку.

- Награду за глумачки пар године, Она и он коју додељују ТВ Новости добили су Снежана Савић и Драган Николић за улоге у ТВ серији Породично благо.